# Elaphidion fullonium
Elaphidion fullonium es una especie de escarabajo longicornio del género Elaphidion, categorizada en la tribu Elaphidiini, de la subfamilia Cerambycinae. Fue descrita por Newman en 1841.

## Descripción
Mide 12-17,4 mm de longitud.

## Distribución
Se distribuye por Cuba y Haití.